# کاراکارای سرزرد
کاراکارای سرزرد (نام علمی: Milvago chimachima)، پرنده‌ای شکاری از خانواده شاهینان، یعنی شاهین‌ها و کاراکاراها است. در نیکاراگوئه، کاستاریکا، پاناما، هر کشور آمریکای جنوبی به جز شیلی، و در آروبا، بونیر، کوراسائو، و ترینیداد و توباگو یافت می‌شود.